# ألكسندرا والاس
ألكسندرا والاس (بالإنجليزية: Alexandra Wallace)‏ هي منتجة تلفزيونية أمريكية، ولدت في 1966.